# Supercopa da Alemanha de 2021
A Supercopa da Alemanha de 2021 foi a 12ª edição da competição da Supercopa da Alemanha sob o nome DFL-Supercup, uma competição de futebol anual disputada pelos vencedores da Bundesliga e da Copa da Alemanha da edição passada. A partida foi disputada em 17 de agosto de 2021.
Foi disputada em partida única entre o campeão da Bundesliga de 2020–21 (Bayern de Munique) e o campeão da Copa da Alemanha de 2020–21 (Borussia Dortmund), que teve o mando da partida.
O Bayern de Munique era o detentor do título, depois de ter vencido o próprio Borussia Dortmund na edição passada. Nesta edição, o Bayern voltou a vencer o Borussia Dortmund, desta vez por 3–1, garantindo seu 9º título.

## Participantes
| Equipe            | Classificação                          |
| ----------------- | -------------------------------------- |
| Bayern de Munique | Campeão da Bundesliga de 2020–21       |
| Borussia Dortmund | Campeão da Copa da Alemanha de 2020–21 |

## Detalhes da partida
Partida única
| 17 de agosto de 2021 | Borussia Dortmund | 1 – 3     | Bayern de Munique                 | Signal Iduna Park, Dortmund               |
| 20:30 (UTC+2)        | Reus 64'          | Relatório | 41', 74' Lewandowski · 49' Müller | Público: 24,742 Árbitro: Sascha Stegemann |

## Campeão
| Campeão                     |
| --------------------------- |
| Bayern de Munique 9º titulo |